# Owerri

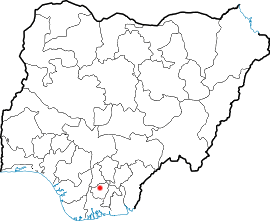
Localização de Owerri.

Owerri é uma cidade da Nigéria, capital do estado de Imo. A cidade tem população estimada de 750,000 mil habitantes em 2006, fazendo fronteira com o rio Otamiri a leste e ao rio Nworie no sul.
Considerada a capital de entretenimento do país, tem um tradicional concurso de beleza na cidade.
Na parte de atividade econômica, se destaca a produção de mandioca, taro e milho.